# Pescada-banana
O Pescada-banana (Nebris microps) é uma espécie de pescada restrita à costa da América do Sul. Tal espécie de peixe chega a medir até 40 cm de comprimento, possuindo corpo roliço, acinzentado a amarelado, olhos muito pequenos, boca grande, terminal e inclinada, nadadeiras peitorais e pélvicas escuras, caudal romboidal assimétrica.